# Eunidia lateraloides
Eunidia lateraloides är en skalbaggsart som beskrevs av Stefan von Breuning 1963. Eunidia lateraloides ingår i släktet Eunidia och familjen långhorningar. Inga underarter finns listade i Catalogue of Life.